# Claudia Schermutzki
Claudia Schermutzki (* 1962 in Waldbröl) ist eine deutsche Schauspielerin, Synchron- und Hörspielsprecherin.

## Leben
Claudia Schermutzki entstammt einer Schauspielfamilie und stand bereits im Alter von drei Jahren auf der Bühne. Nach der Schulzeit besuchte sie die Schauspielschule in Hamburg und trat forthin als Schauspielerin zum Beispiel bei den Festspielen Heppenheim, am Ernst-Deutsch-Theater in Hamburg, am Stadttheater in Aachen und am Wolfgang-Borchert-Theater in Münster auf.
Seit 1975 hat Schermutzki auch Rollen in Film und Fernsehen u. a. in Großstadtrevier, Der Landarzt oder Leonie Löwenherz.
Als Synchronsprecherin lieh sie beispielsweise Yasmine Bleeth und Marsha Clark ihre Stimme. Seit den 1980er Jahren spricht sie auch in Hörspielen, so zum Beispiel bei Regina Regenbogen, Die drei ???, TKKG oder Macabros. In dem Hörspiel Das Leichenlabyrinth aus der Macabros-Reihe sprach sie zusammen mit ihrem Vater Manfred Schermutzki, der ebenfalls Schauspieler war.
Claudia Schermutzki wohnt in Hamburg.

## Filmografie (Auswahl)
Darstellerin
- 1975: Die schöne Marianne (Fernsehserie, eine Folge)
- 1979: St. Pauli-Landungsbrücken (Fernsehserie, Folge 19, Der Fan)
- 1982: Kreisbrandmeister Felix Martin (Fernsehserie, eine Folge)
- 1984: Helga und die Nordlichter (Fernsehserie, elf Folgen)
- 1987–1997: Großstadtrevier (Fernsehserie, vier Folgen)
- 1987–2003: Der Landarzt (Fernsehserie, zwei Folgen)
- 1991: Leonie Löwenherz (Fernsehserie, eine Folge)
- 1991: Das Heimweh des Walerjan Wróbel
- 2011: Notruf Hafenkante (Fernsehserie, eine Folge)
- 2011: Stubbe – Von Fall zu Fall (Fernsehserie, eine Folge)
- 2012: Rote Rosen (Fernsehserie)[1]
- 2014: Tatort (Fernsehserie, eine Folge)[1]

Synchronsprecherin/Sprechrolle
- 1992: Hallo Spencer (Fernsehserie, vier Folgen)
- 1993: Mila Superstar als Ishi Mazu (Anime-Fernsehserie, 101 Episoden)
- 1995: Die Abenteuer von Max und Molly (Fernsehserie, 13 Folgen)
- 2003: Nadia Dajani in King of Queens als Lisa (Fernsehserie, Folge 3x04)

Hörspielsprechrollen
- 2009: Die drei ??? Kids - Spuk in Rocky Beach als Maja  | Buch und Regie: Ulf Blanck (Hörspiel - Europa)